# Soniaczna (stacja szybkiego tramwaju)
Soniaczna (ukr. Сонячна) – naziemna stacja szybkiego tramwaju w Krzywym Rogu na Ukrainie. Została otwarta 26 grudnia 1986 r.  Do 2007 r. nosiła nazwę „Żowtnewa”. W 2007 r. zmieniono jej nazwę na cześć Hryhorija Hutowśkoho. W 2016 roku przemianowana na „Soniaczną” (nazwa pochodzi od pobliskiego mikrorejonu).

## Konstrukcja
Jest to stacja naziemna z dwoma peronami brzegowymi o długości 80 m. Konstrukcyjnie zbliżona jest do stacji Mudriona: sklepienie w kształcie wanny jest podtrzymywane przez dwa rzędy podpór, w dolnej części między podporami znajdują się przeszklenia. W odróżnieniu od stacji Mudriona, pod stacją znajdują się pomieszczenia techniczne i hol. Stacja położona jest między czterema mikrorejonami: Schidnym-2, Schidnym-3, Hirnyćkym і Soniacznym.